# Medaille voor Hulp aan Ottomaanse Gewonden
De Medaille voor Hulp aan Ottomaanse Gewonden is uitzonderlijk omdat hier een onderscheiding in de vorm van een kruis, de halve maan en de tughra van de sultan werden gecombineerd. Op het lint staat het Kruis van Genève afgebeeld.
De sultan van Turkije was kalief en dus spiritueel leider van de soenitische islam. In de Koran wordt duidelijk gemaakt dat de profeet Jezus werd gestenigd, niet gekruisigd. Kruisen zijn in de Arabische wereld dan ook taboe. Men kiest in plaats van een rood kruis voor hulpdiensten liever een Rode Halve Maan. Bij de Medaille van de Rode Halve Maan is het kruismotief dan ook weggelaten.
In 1876 werd voor het eerst een Rode Halve Maan gebruikt in de Russisch-Turkse oorlog. De Rode Halve Maan werd later door andere islamitische landen overgenomen
De Medaille voor Hulp aan Ottomaanse Gewonden is van brons en wordt aan een wit lint met blauwe biezen gedragen. Op het lint is een rood kruis geborduurd.